# Карпенко Дмитро Миколайович
Дмитро́ Микола́йович Карпе́нко (псевдо — «Апостол»; нар. 9 квітня 1982, м. Чернігів) — український журналіст, блогер і громадський діяч. Здобув популярність завдяки своїй роботі в проєкті «Шукай своїх», що був започаткований у 2022 році та має на меті ідентифікацію полонених і загиблих російських військовослужбовців під час повномасштабного вторгнення Росії в Україну, а також комунікацію з їхніми рідними.

## Біографічні відомості
Дмитро Карпенко народився 9 квітня 1982 року в Чернігові. Навчався в середній школі № 6.
Професійну кар'єру в журналістиці розпочав 2019 року. Після російського вторгнення в Україну зосередився на темах, пов'язаних із війною.
Став відомим завдяки співпраці з Володимиром Золкіним у рамках проєкту «Ищи своих», ініційованого Міністерством внутрішніх справ України. Дмитро Карпенко відіграв ключову роль у технічній реалізації ініціативи — саме він розробив програмне забезпечення для функціонування проєкту. Проєкт має на меті ідентифікацію російських військовополонених і загиблих, дозволяючи їхнім родичам дізнатися правду, яку приховує російська влада. Станом на травень 2025 року разом із Золкіним Карпенко записав понад 1180 інтерв'ю з російськими полоненими, розкриваючи мотиви їхньої участі у війні та деталі злочинів.
Особиста мотивація Карпенка посилилася через його двоюрідного брата, який служив у ТрО в Чернігові й провів 9 місяців у російському полоні. За словами Карпенка, він навмисно не просив військових допомогти визволити брата й чекав, поки до нього дійде черга, адже інакше на того чекали тортури в російській в'язниці.
Мешкає в Києві.

## Журналістська і блогерська діяльність
Він заснував декілька проєктів, окрім «Шукай своїх».
Зокрема, це ютуб-канал «Apostle Dmytro Karpenko», де оприлюднюється спілкування з російськими військовополоненими. Проєкт спрямований на викриття злочинів російської армії та інформування суспільства про долю полонених. Станом на травень 2025 року канал має понад 680 тисяч підписників і отримав срібну кнопку YouTube.
Завдяки сюжету від 22.04.2022 року рф визнала загибель своїх військовослужбовців та здійснила запит на повернення продемонстрованих у ролику тіл солдат.
11 серпня 2022 року Дмитро з Володимиром Золкіним ініціювали програму «Обмінний Фонд Дмитра та Володимира», суть якої полягає у виплатах коштів українським військовикам за взяття в полон військовослужбовців армії РФ. Програма функціонує без залучення державних коштів та фінансується за донати від підписників та з продажу рекламних інтеграцій.
У 2023 році Дмитро Карпенко розпочав проєкт «Апостол платить гроші» через окремий телеграм-канал. У межах цього проєкту Дмитро збирає та передає в СОУ оперативно-тактичну та стратегічну (секретну) інформацію, отриману від військовослужбовців армії рф. Основний девіз каналу «Я плачу деньги за информацию».
Так, на початку 2024 року йому передали комплекти конструкторської та іншої технічної інформації на велику кількість російських БПЛА. Росіяни розлютилися на начальника Бориса Ханова, який «кидався ноутбуками на нарадах», і хотіли виїхати з РФ. Їм це вдалося.
Діяльність Карпенка перебуває в фокусі уваги закордонних ЗМІ.

## Роль у обміні військовополонених
Дмитро Карпенко активно сприяє обмінам військовополонених між Україною та Росією. Зокрема, він висвітлює роботу Координаційного штабу з питань поводження з військовополоненими, діяльність проекту «Хочу жить».
У травні 2025 року він оприлюднив список із 205 прізвищ українських військовиків, звільнених під час 64-го обміну за сприяння ОАЕ. Пізніше оприлюднив списки 880 звільнених з полону захисників України. Журналіст наголошує на важливості уникнення публічності щодо полонених, адже це може зашкодити їхньому звільненню. Його власний досвід із братом, якого він свідомо не просив «витягувати» з полону, щоб не наражати на тортури, став прикладом такого підходу.
Карпенко також спілкується з родичами російських полонених, закликаючи їх забирати своїх рідних, що сприяє гуманітарному аспекту обмінів. Його робота підвищує обізнаність українського суспільства про долю захисників і допомагає координувати зусилля державних органів.

## Критика
Комісія з журналістської етики критикувала Карпенка та Золкіна за можливе порушення етичних стандартів, зокрема за співпрацю з державними органами та публікацію інтерв'ю з полоненими, що може суперечити Женевським конвенціям. Обличчя військовополонених не приховані, зокрема й обличчя полонених зі слідами опіків, поранень тощо. Розмова нагадує допит, журналіст може вдаватися до образ співрозмовника та його рідних, нав'язувати свою оцінку. Також Комісія з журналістської етики вважає, що, розміщуючи відео з логотипами «Воєнна розвідка», «Національна поліція» чи «Координаційний штаб поводження з військовополоненими», Володимир Золкін і Дмитро Карпенко зловживають статусом журналіста і порушують пункт 2 Кодексу етики українського журналіста: «Служіння інтересам влади чи засновників, а не суспільства, є порушенням етики журналіста».
Карпенко відкидає ці звинувачення, наголошуючи на гуманітарній і просвітницькій меті своєї роботи.
Російська влада реагує на діяльність Карпенка погрозами та спробами дискредитації. Журналіст повідомляв про надсилання йому фото його сина з метою залякування, через що він максимально приховує особисту інформацію.
Роскомнадзор регулярно блокує канали та сайти, пов'язані з Карпенком і Золкіним.

## Нагороди та відзнаки
У 2024 році Дмитро Карпенко посів 10-те місце в рейтингу «Топ 50 блогерів України» за версією журналу «Фокус». Його діяльність здобула вдячність від українських військових, родин полонених і суспільства загалом.

## Цікаві факти
- Псевдо «Апостол» йому дала одна з росіянок, якій Дмитро подзвонив, спілкуючись із її чоловіком[5].
- Український гурт «Фрегли» в 2022 році присвятив Володимиру Золкіну та Дмитру Карпенку пісню «Владимир Золкин»[17].
- Правоохоронні органи України неодноразово порушували кримінальні справи проти військовослужбовців армії РФ за фактами (мародерство, катування, знущання, вбивство цивільних тощо), про які повідомляли полонені під час бесід з Дмитром Карпенком. Дмитро Карпенко проходить свідком у деяких кримінальних справах.
- На бесіди з російськими полоненими Карпенко часто запрошує бійців РДК або українських військовиків, які самі були в російському полоні[5][18].
- Дмитро — перший журналіст, який почав оприлюднивати бесіди військовополонених, які віришили перейти на сторону України до підрозділів РДК[19], ЛСР[20], СибБат[21]. Станом на зараз на каналі оприлюднено біля 100 таких бесід.